# Víctor Cordero
Víctor Cordero Flores (né le 9 novembre 1973 à San José au Costa Rica) est un joueur de football international costaricien, qui évolue au poste de défenseur.

## Biographie

### Carrière en sélection
Avec l'équipe du Costa Rica, il joue 51 matchs (pour aucun but inscrit) entre 1995 et 2008. 
Il figure notamment dans le groupe des sélectionnés lors des Gold Cup de 2000, de 2007 et de 2009.

## Palmarès
| Deportivo Saprissa - Championnat du Costa Rica (11) : - Champion : 1993-94, 1994-95, 1997-98, 1998-99, 2003-04, 2005-06, 2006-07, 2007 (Ouverture), 2008 (Clôture), 2008 (Ouverture) et 2010 (Clôture). - Ligue des champions (3) : - Vainqueur : 1993, 1995 et 2005. |  | - Copa Interclubes UNCAF (2) : - Vainqueur : 1998 et 2003. - Copa Centroamericana (1) : - Vainqueur : 1999. |